# Peloponnes
Der (fachsprachlich auch: die) Peloponnes (neugriechisch Πελοπόννησος Pelopónnisos (f. sg.) „Insel des Pelops“, Transkription aus dem Altgriechischen Πελοπόννησος Pelopónnēsos [f.], lateinisch Peloponnesos, Peloponnesus [f.]) ist eine Halbinsel im Süden des griechischen Festlands mit etwa einer Million Bewohnern.
Die größte Stadt ist Patras (214.580 Ew.) im Norden; historisch am bedeutendsten sind jedoch Mykene und Korinth im Osten, Sparta im Süden und Olympia im Westen.

## Herkunft des Namens
Der Name ist von der mythologischen Gestalt Pelops hergeleitet, der ein Sohn des sagenhaften Königs Tantalos war. Der zweite Teil des Namens ist das griechische Wort für „Insel“ (νήσος, in altgriech. Aussprache nēsos). Wörtlich bedeutet der Name also „Insel des Pelops“.
Im Griechischen ist das grammatische Geschlecht des Namens weiblich; im Deutschen hat sich kein einheitlicher Gebrauch durchgesetzt. Laut Duden und Brockhaus heißt es „der Peloponnes“ oder auch „die Peloponnes“, wie etwa im Lexikon des Mittelalters. Die Betonung liegt auf der letzten Silbe.
Im Mittelalter war für die Peloponnes die italienische Bezeichnung Morea (wahrscheinlich „Maulbeerbaum“) geläufig, eine Bezeichnung, die sich im 10. Jahrhundert nur auf die westliche Peloponnes bezog, jedoch ab dem Beginn des 13. Jahrhunderts auf die gesamte Halbinsel ausgeweitet wurde.

## Geografie
Die Peloponnes ist der südlichste Teil der Balkanhalbinsel und somit das am weitesten ins Mittelmeer hineinragende Gebiet. Der südlichste Punkt der Peloponnes ist Kap Tenaro. Im Osten wird die Halbinsel von der Ägäis und im Westen vom Ionischen Meer begrenzt.

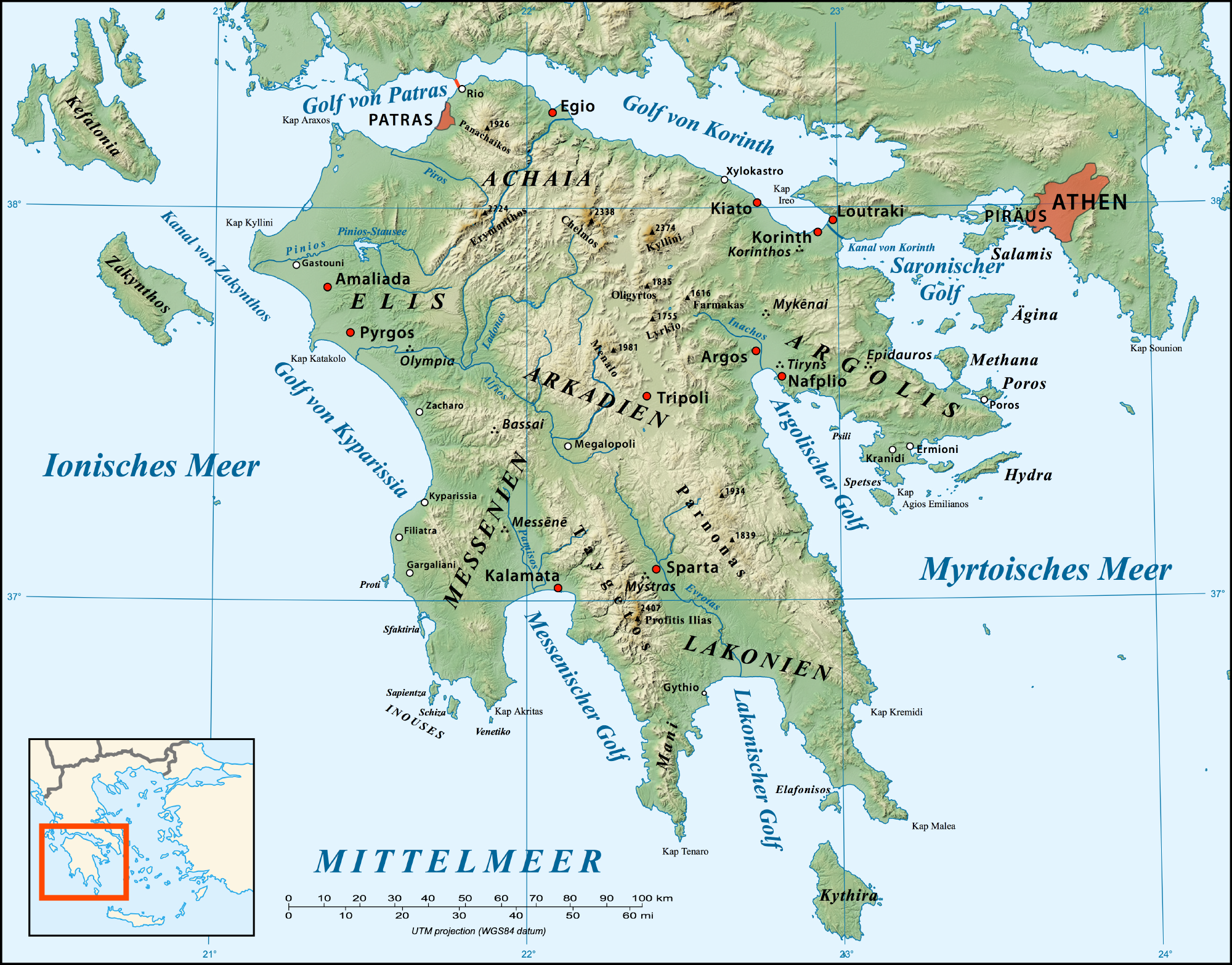
Reliefkarte der Peloponnes

Vom Festland ist die Peloponnes über eine Landenge von etwa 6,3 km Breite, den Isthmus von Korinth, zu erreichen, der jedoch im Jahr 1893 durch den Kanal von Korinth durchbrochen wurde. Dennoch gilt die Peloponnes nicht als Insel, weil der Kanal ein künstliches Bauwerk ist (siehe dazu auch Insel und Halbinsel). Seit 2004 ist die Peloponnes auch im Norden zwischen den Orten Rio und Andirrio durch die 2,2 km lange Rio-Andirrio-Brücke mit dem übrigen Festland verbunden.
Landschaftlich besteht ein scharfer Kontrast zwischen den rauen, unbewohnten Gebirgen (Höhe bis 2400 m) und den fruchtbaren, dicht besiedelten Tallandschaften bzw. dem Flachland am Meer. Letzteres erstreckt sich im Westen (zwischen Patras und Pyrgos) und im Süden bei Sparta.
Erdgeschichtlich betrachtet war die Peloponnes ursprünglich eine Insel, wurde jedoch im Laufe der Zeit durch die Nord-Verschiebung der Afrikanischen Platte und der Arabischen Platte an das Festland herangedrückt (siehe auch Plattentektonik). Deutliche Spuren davon sind an den vielen, geologisch gesehen jungen, Faltengebirgen zu erkennen. Diese spalten sich auf der Peloponnes zahlreich auf und geben der Landschaft ein charakteristisches Bild. Vor allem in der Zentralpeloponnes (Arkadien) ist das 1500–1900 m hohe Bergland schwer zugänglich und gekennzeichnet von oberirdisch abflusslosen Karstbecken (Poljen), in denen – teilweise bis heute – nach regenreichen Wintern temporäre Seen auftreten. Ein Beispiel ist die große Ebene des in Mythen der Antike in Wort und Bild bekannten Stymphalischen Sees, der nur teilweise verlandet ist, dessen Wasserfläche aber jahreszeitlich schwankt. Die Ebene ist heute eine wichtige Zugvögel-Raststätte und als ökologisch bedeutendes Feuchtgebiet (Stymfalia) geschätzt.
Die Gipfel reichen im Norden der Peloponnes bis 2374 m, im Süden bis 2407 m (Taygetos). Die dazwischen liegenden Täler zeichnen sich oft durch, für griechische Verhältnisse, große Fruchtbarkeit aus. Geografische, klimatische, aber auch vom Menschen verursachte Faktoren führen immer wieder zu verheerenden Landschaftsbränden auf der Peloponnes.
Da die Verschiebung der Platten weiterhin anhält, ist die Peloponnes neben Italien und Kreta das am meisten durch Erdbeben gefährdete Gebiet Europas.

## Verwaltungsgliederung
Die Peloponnes besteht aus sieben Regionalbezirken: Korinthia, Achaia, Elis, Messenien, Lakonien, Arkadien und Argolis.
Einen Teil der Halbinsel bildet die Region (griech. περιφέρεια periféría) Peloponnes (Πελοπόννησος Pelopónnissos) mit fünf Regionalbezirken (griech. νομοί nomí, Singular νομός nomós), von denen ein Teil Korinthias sich auch auf das griechische Festland jenseits des Isthmus erstreckt. Die Regionalbezirke Achaia und Elis bilden zusammen mit Ätoloakarnanien auf dem nordwestlichen Festland die Region Westgriechenland. Ein Teil der Halbinsel Methana und ein Küstenstreifen der Argolischen Halbinsel wie auch die Inseln im Saronischen Golf und vor der peloponnesischen Südostküste gehören zur Region Attika.

## Städte
Einige größere Städte:
- Egio (Αίγιο)
- Ermioni (Ερμιόνη)
- Gythio (Γύθειο); Fährhafen im Süden
- Kalamata (Καλαμάτα); Zentrum im Südwesten
- Korinth (Κόρινθος)
- Kranidi (Κρανίδι)
- Kyparissia (Κυπαρισσία)
- Methana (Μέθανα)
- Nafplio (Ναύπλιο)
- Patras (Πάτρα), zentraler Fährhafen (moderne Transkription: Pátra)
- Pylos (Πύλος)
- Pyrgos (Πύργος)
- Sparta (Σπάρτη) (moderne Transkription: Spárti)
- Tripoli (Τρίπολις)
- Zacharo (Ζαχάρω)

## Geschichte

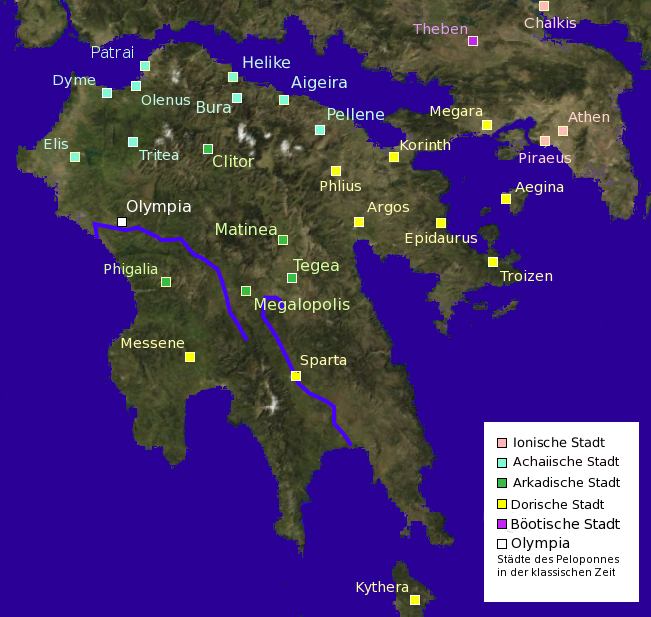
Satellitenbild der Peloponnes mit der Lage antiker Städte

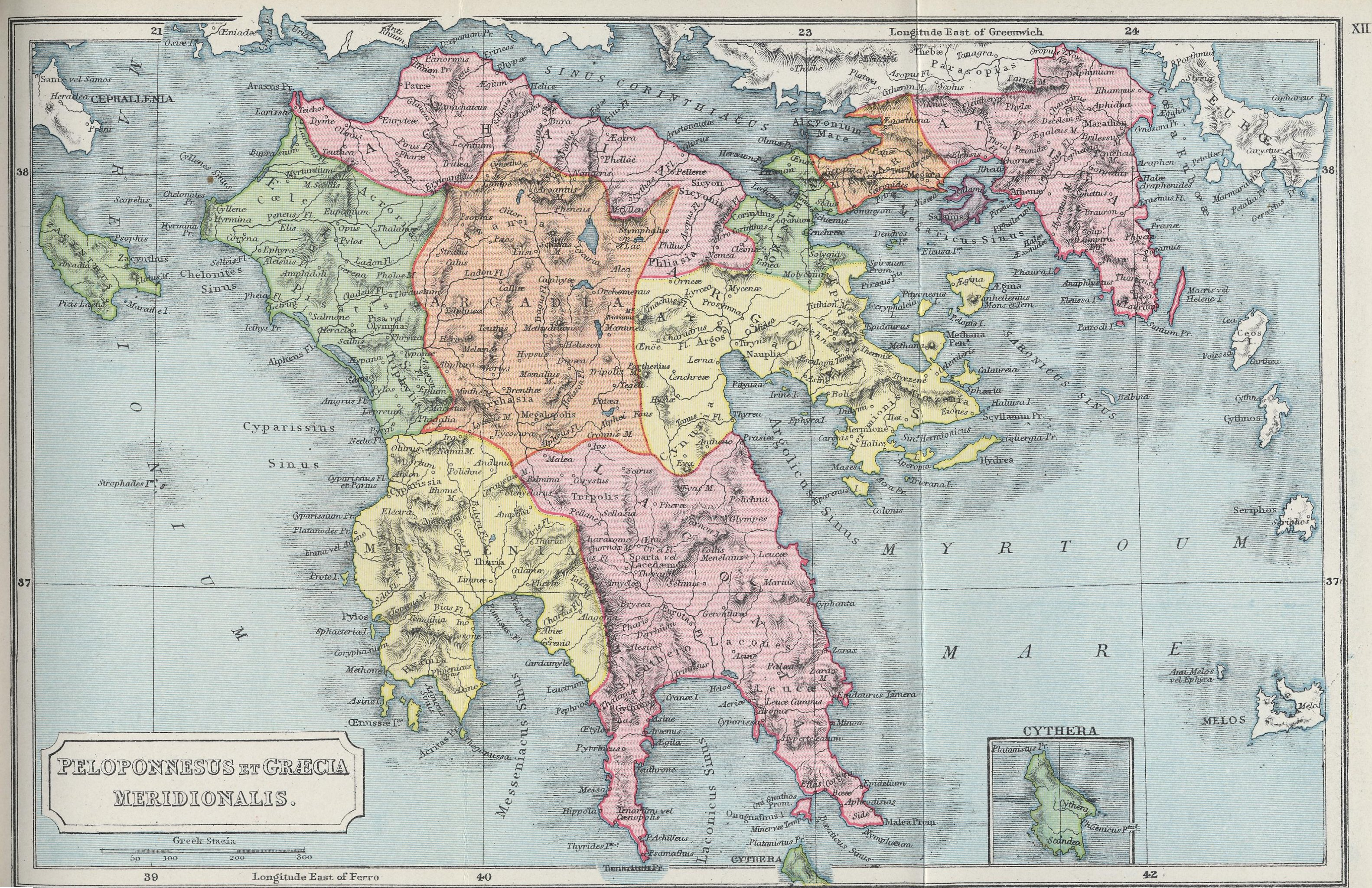
Karte der Peloponnes im Altertum

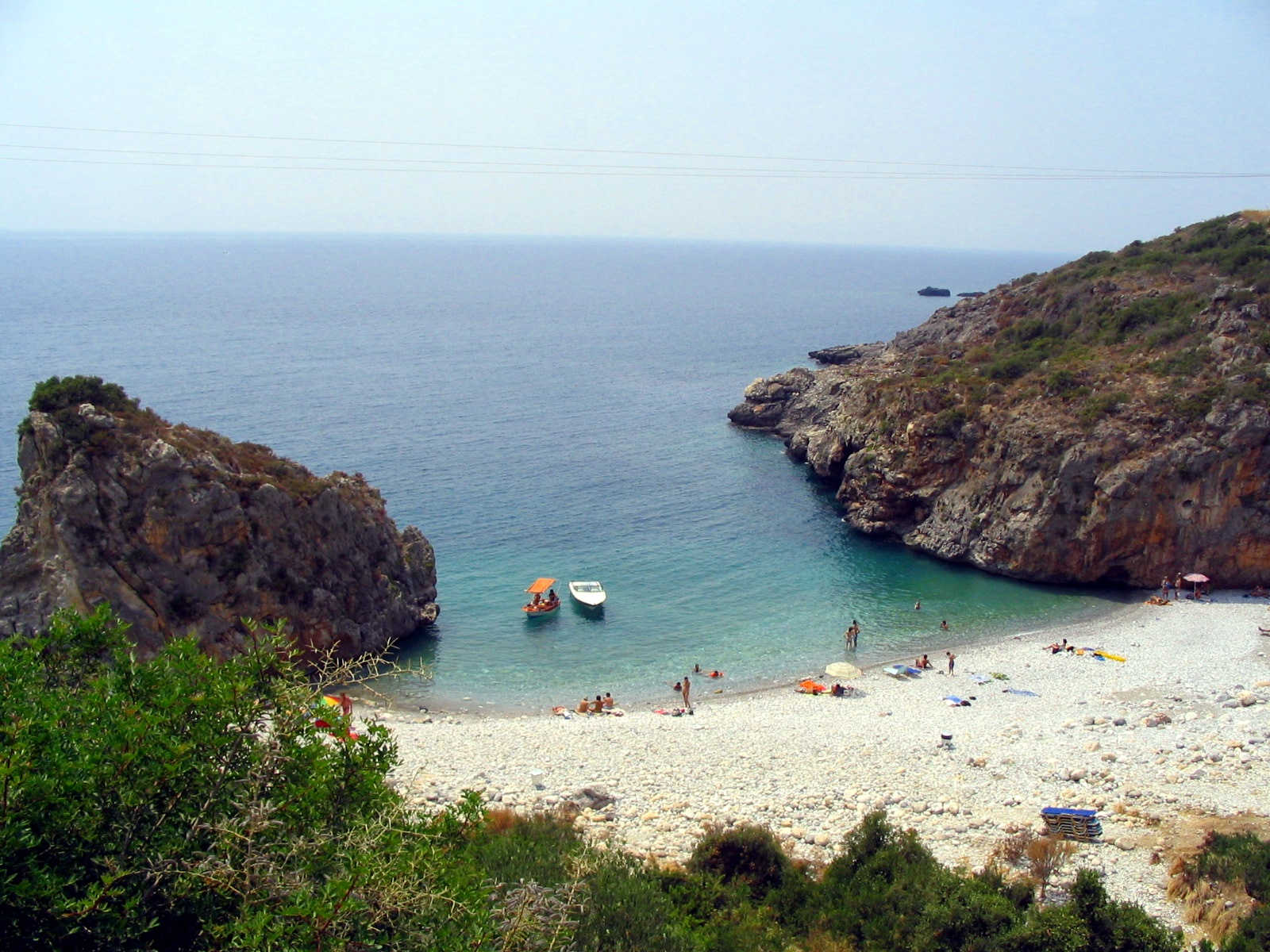
Landschaft der Peloponnes

Die Franchthi-Höhle in der Argolis ist der älteste Platz in Griechenland, an dem prähistorische Funde (ab 15.000 v. Chr.) gemacht wurden. Im Altertum waren auf der Peloponnes bedeutende Zentren der mykenischen Kultur, die von ca. 1600 bis ca. 1050 v. Chr. bestand. Viele mykenische Siedlungen wurden um oder kurz nach 1200 v. Chr. zerstört, teilweise sogar aufgegeben. U. a. Mykene und Tiryns blieben jedoch weiter besiedelt. Die Dorer wanderten vermutlich ab dem späten 11. Jahrhundert v. Chr. auf die Peloponnes ein (s. Dorische Wanderung). Neben den Dorern hielten sich im Nordwesten die Achaier. In der klassischen Zeit war die Halbinsel unter der Herrschaft Spartas und seines Peloponnesischen Bundes. Nach dem Fall Spartas bei der Schlacht von Leuktra kam das Gebiet 371 v. Chr. zum Herrschaftsbereich des Arkadischen Bund. Nach der Makedonenherrschaft schlossen sich Teile der Peloponnes im Achäischen Bund zusammen, der 146 v. Chr. von den Römern nach der Zerstörung Korinths aufgelöst wurde. Am Ende der Spätantike wurden große Teile der Halbinsel von eindringenden slawischen Gruppen besiedelt (siehe hierzu Landnahme der Slawen auf dem Balkan). Nach jahrhundertelanger Zugehörigkeit zu Byzanz (siehe Thema von Hellas und Thema von Peloponnes) wurde die Halbinsel, die nun Morea bzw. Morée genannt wurde, 1204 von den Kreuzrittern erobert. Die Gegend rund um Mystras wurde aber bald wieder byzantinisch und zu einem Zentrum der Halbinsel, die weitgehend von den Byzantinern zurückerobert wurde. Ab dem 15. Jahrhundert wechselte der Besitz zwischen Venedig und dem Osmanischen Reich. Von 1686 bis 1715 war die gesamte Morea erstmals territorial vollständig und eine venezianische Provinz (siehe auch Türkenkriege); nach der Unabhängigkeit Griechenlands 1821 wurde sie unter ihrem antiken Namen Teil des neuen Staates.

### Bekannte antike Stätten
- Stadt Argos
- Apollontempel von Bassai
- Asklepiosheiligtum und Theater von Epidauros
- Stadt Kleonai
- Stadt Korinth und Burg Akrokorinth
- Mykenische Gräber und Akropolis von Maghoula-Galatas
- Stadt Mantineia
- Stadt Megalopolis
- Stadt Messene
- Stadt Methana
- Mykenische Stadtburg Mykene
- Zeusheiligtum und Sportstätten von Olympia
- Stadt Phleious
- Mykenischer Palast von Pylos (s. Palast des Nestor)
- Stadt Sikyon
- Stadt Sparta
- Stadt Tegea
- Mykenischer Palast von Tiryns
- Stadt Troizen
- Zeusheiligtum von Nemea

### Wichtige Orte aus byzantinischer Zeit
- Mystras
- Monemvasia
- Methoni
- Koroni

### Geschichtlich bedeutende Orte
- Kalavryta
- Nafplio

## Verkehr

### Verbindungen zum übrigen Griechenland
Die Halbinsel ist im Osten mit mehreren Brücken über den Kanal von Korinth mit dem Festland verbunden, im Norden über den Golf von Korinth mit der 2004 eingeweihten Rio-Andirrio-Brücke.

### Eisenbahn
Ein meterspuriges Schmalspurbahnnetz erschließt die Halbinsel. Die Hauptstrecke führte ursprünglich von Athen über Korinth nach Patras und entlang der Westküste weiter nach Kalamata, eine weitere Strecke erschließt das Landesinnere zwischen Korinth und Kalamata. Eine normalspurige Neubaustrecke ist bis Korinth bzw. Kiato fertiggestellt. Seitdem sie fertig gestellt ist, wurde die Meterspurbahn östlich von Korinth eingestellt. Seit Februar 2011 wird die Strecke elektrisch betrieben, wodurch die Fahrzeit von Kiato zum Flughafen Athen weiter verkürzt wurde. Der Bahnverkehr auf dem Abschnitt zwischen Kiato und Patras wurde im Sommer 2009 mit dem Ziel des Umbaus auf Normalspur eingestellt. Die von dieser Strecke abzweigende, hauptsächlich touristischen Zwecken dienende Zahnradbahn Diakopto–Kalavryta fährt aber weiterhin. Die Strecken von Korinth nach Nafplio, Tripoli und Kalamata sowie die Strecken von Patras über Pyrgos nach Kalamata wurden im Januar 2011 wegen Unwirtschaftlichkeit vollständig eingestellt, obwohl sie in den Jahren von 2004 bis 2009 nahezu komplett erneuert und neue Dieseltriebwagen angeschafft worden waren.

### Straße
Zwei mautpflichtige Autobahnen beziehungsweise Schnellstraßen, die Olympia Odos, durchqueren die Peloponnes. Diese treffen kurz vor dem Isthmus von Korinth aufeinander und führen von dort nach Athen. Der nördliche Teil, die A8 von Patras nach Korinth, befindet sich im Ausbau.

### Luftverkehr
Flughäfen befinden sich bei Patras (Araxos) im Nordwesten und bei Kalamata im Südwesten der Halbinsel.

### Seeverkehr
Fährverbindungen nach Italien gehen ab Patras, zu den Ionischen Inseln Zakynthos und Kefalonia ab Kyllini, nach Kythira und Kreta ab Gythio.

### Geschichte